# Selección femenina de waterpolo de Alemania
La Selección femenina de waterpolo de Alemania representa a Alemania en competiciones internacionales femeninas de waterpolo y partidos amistosos.

## Resultados
Todos los resultados antes de 1990 son para el equipo de Alemania Occidental.

### Campeonato Mundial
- 1986 — 6.ª plaza
- 1991 — 6.ª plaza
- 1994 — 8.ª plaza
- 2003 — 10.ª plaza
- 2005 — 8.ª plaza
- 2007 — 11.ª plaza
- 2009 — 10.ª plaza

### Campeonato Europeo
- 1985 —  Medalla de bronce
- 1987 — 4.ª plaza
- 1989 — 5.ª plaza
- 1991 — 6.ª plaza
- 1993 — 6.ª plaza
- 1995 — 7.ª plaza
- 1997 — 6.ª plaza
- 1999 — 7.ª plaza
- 2001 — 7.ª plaza
- 2003 — 7.ª plaza
- 2006 — 7.ª plaza
- 2008 — 7.ª plaza
- 2010 — 7.ª plaza
- 2012 — 8.ª plaza
- 2016 — 8.ª plaza
- 2018 — Clasificada

## Equipo actual
Lista para el Campeonato Europeo de Waterpolo Femenino de 2018.
Entrenadora: Anja Skibba
| Núm. | Nombre                | Fecha de nacimiento      | Posición          | I/D | Altura | Peso  | Club                |
| ---- | --------------------- | ------------------------ | ----------------- | --- | ------ | ----- | ------------------- |
| 1    | Felicitas Saurusajtis | 23 de enero de 1995      | Guardameta        | D   | 1,73 m | 65 kg | Blau-Weiß Bochum    |
| 2    | Belen Vosseberg       | 15 de diciembre de 1997  | Ala               | I   | 1,66 m | 61 kg | Spandau 04          |
| 3    | Maren Hinz            | 6 de noviembre de 1997   | Jugadora de campo | D   | 1,84 m | 80 kg | ETV Hamburg         |
| 4    | Sophia Eggert         | 5 de marzo de 1999       | Jugadora de campo | D   | 1,70 m | 72 kg | Bayer Uerdingen     |
| 5    | Ira Deike             | 30 de abril de 1998      | Ala               | D   | 1,60 m | 53 kg | SV Nikar Heidelberg |
| 6    | Gesa Deike            | 26 de junio de 1995      | Ala               | D   | 1,70 m | 63 kg | SV Nikar Heidelberg |
| 7    | Nicole Vunder         | 18 de abril de 2002      | Jugadora de campo | D   | 1,67 m | 68 kg | SC Chemnitz 1892    |
| 8    | Aylin Fry             | 12 de enero de 1999      | Ala               | D   | 1,63 m | 62 kg | Bayer Uerdingen     |
| 9    | Jennifer Stiefel      | 13 de julio de 1992      | Ala               | D   | 1,66 m | 60 kg | SV Nikar Heidelberg |
| 10   | Lilian Adamski        | 17 de septiembre de 1997 | Ala               | D   | 1,75 m | 56 kg | Blau-Weiß Bochum    |
| 11   | Carmen Gelse (C)      | 22 de septiembre de 1987 | Defensora         | D   | 1,77 m | 72 kg | Waspo Hannover      |
| 12   | Lynn Krukenberg       | 14 de junio de 1998      | Centro atrás      | D   | 1,86 m | 78 kg | ETV Hamburg         |
| 13   | Ronja Kerssenboom     | 17 de octubre de 1996    | Guardameta        | D   | 1,70 m | 65 kg | Bayer Uerdingen     |